# Плавна (Воєводина)
Плавна (серб. Плавна) — село в Сербії, належить до общини Бач Південно-Бацького округу в багатоетнічному, автономному краю Воєводина.

## Населення
Населення села становить 1484 особи (2002, перепис), з них:
- серби — 607 — 43,60%;
- хорвати — 312 — 22,41%;
- мадяри — 145 — 10,41%;
- югослави — 112 — 8,04%;

Решту жителів  — з десяток різних етносів, зокрема: македонці, румуни, німці і кілька десятків русинів-українців.
Станом на 30 вересня 2022 року населення складало 922 особи, густота населення — 17,46 осіб/км².